# شوتزي بلاك هارت
شوتزي بلاك هارت (ولدت في 14 مارس 1992م) هي مصارعة أمريكية محترفة، تعمل حالياً في دبليو دبليو إي حيث تصارع في عرض سماكداون.

## وصلات خارجية
- شوتزي بلاك هارت على موقع دبليو دبليو إي (الإنجليزية)
- شوتزي بلاك هارت على موقع WrestlingData.com (الإنجليزية)
- شوتزي بلاك هارت على موقع CageMatch worker (الإنجليزية)
- شوتزي بلاك هارت على موقع قاعدة بيانات المصارعة على الإنترنت (الإنجليزية)
- شوتزي بلاك هارت على موقع عالم المصارعة على الإنترنت (الإنجليزية)